# 大根布ジャンクション
大根布ジャンクション（おおねぶジャンクション）は、石川県河北郡内灘町字大根布にあるのと里山海道のジャンクションである。
従来あった2か所の平面交差を含む旧線と、その平面交差を解消するために新たに建設された千鳥台交差点 - 当JCTを結ぶもので、ランプは穴水方面のみ存在する。

## 歴史
- 2013年（平成25年）
  - 3月20日 - 能登有料道路の千鳥台交差点 - 当JCT間の開通に伴い、供用開始[1][2]。当初は暫定2車線での供用で[1][3]、開通に伴い千鳥台交差点 - 当JCT間を本線に変更[2]。
  - 3月31日 - 能登有料道路が無料化されたことに伴い、所属路線名がのと里山海道に変更[3][4][5]。
- 2014年（平成26年）11月23日 - 当JCTを含む千鳥台交差点 - 白尾IC間が4車線化[5][6]。

## 隣
E86 のと里山海道
千鳥台交差点 - 大根布JCT - 内灘IC
のと里山海道（旧線）
粟崎交差点 - 海浜千鳥台交差点 - 海浜向陽台交差点 - 大根布JCT